# 庚戌新军起义烈士墓
庚戌新军起义烈士墓位于广东省广州市越秀区先烈中路85号，浙江大厦后小山坡上。
此处墓园是庚戌新军起义烈士的原葬地——牛王庙。辛亥革命后，在此地修建庚戌新军首义诸烈士墓。当时制作的“广东陆军庚戌首义同志纪念会证章”中心描绘的牛王庙为“红墙绿瓦”的传统中式建筑。1963年3月1日，广州市人民委员会公布为广州市重点文物保护单位，使用名称为庚戌新军烈士墓。文化大革命期间，墓园建筑被推平。1981年，原样重建。1983年8月13日，广州市人民政府重新核定为广州市文物保护单位。2011年，广州市人民政府重立文物保护单位标示碑，名称为庚戌新军起义烈士墓。
墓园占地面积约1740平方米。墓前平台上有一座高约4米、方柱形水泥纪念碑。纪念碑正面刻有“广东陆军庚戌首义诸烈士墓”12个大字，背面刻有起义事迹。碑后为圆丘形坟墓。2011年时值辛亥革命百年纪念，广州市政府等机关将庚戌新军起义烈士墓、兴中会坟场、广东咨议局旧址三处辛亥革命系列旧址一同进行整饰。相邻的广州警备区幼儿园则在1980年代重建墓园后，每年组织幼童到烈士墓扫墓，已坚持十多年。